# Home de Kibish
L'home de Kibish és el nom donat a dos esquelets fòssils humans parcials, Omo Kibish 1 i Omo Kibish 2, pertanyents a l'espècie Homo sapiens, descobert el 1967 per l'equip de Richard Leakey a prop de Kibish, a la vall de l'Omo inferior, a Etiòpia. Són uns dels fòssils més antics coneguts d'Homo sapiens, amb una datació publicada el 2022 d'uns 235000 abans de la nostra era.

## Història
Els dos individus fòssils, els va descobrir al 1967 l'equip de Richard Leakey a prop de Kibish, a la vall de l'Omo, no massa lluny del llac Turkana, al sud d'Etiòpia, en dos indrets diferents del mateix membre estratigràfic (membre I), Omo Kibish 1 al jaciment d'homínids de Kamoya (KHS), i Omo Kibish 2 al jaciment d'homínids de Paul (PHS).
Només s'hi han trobat unes poques eines lítiques, atribuïdes a l'edat de pedra mitjana, associades amb les restes fòssils.

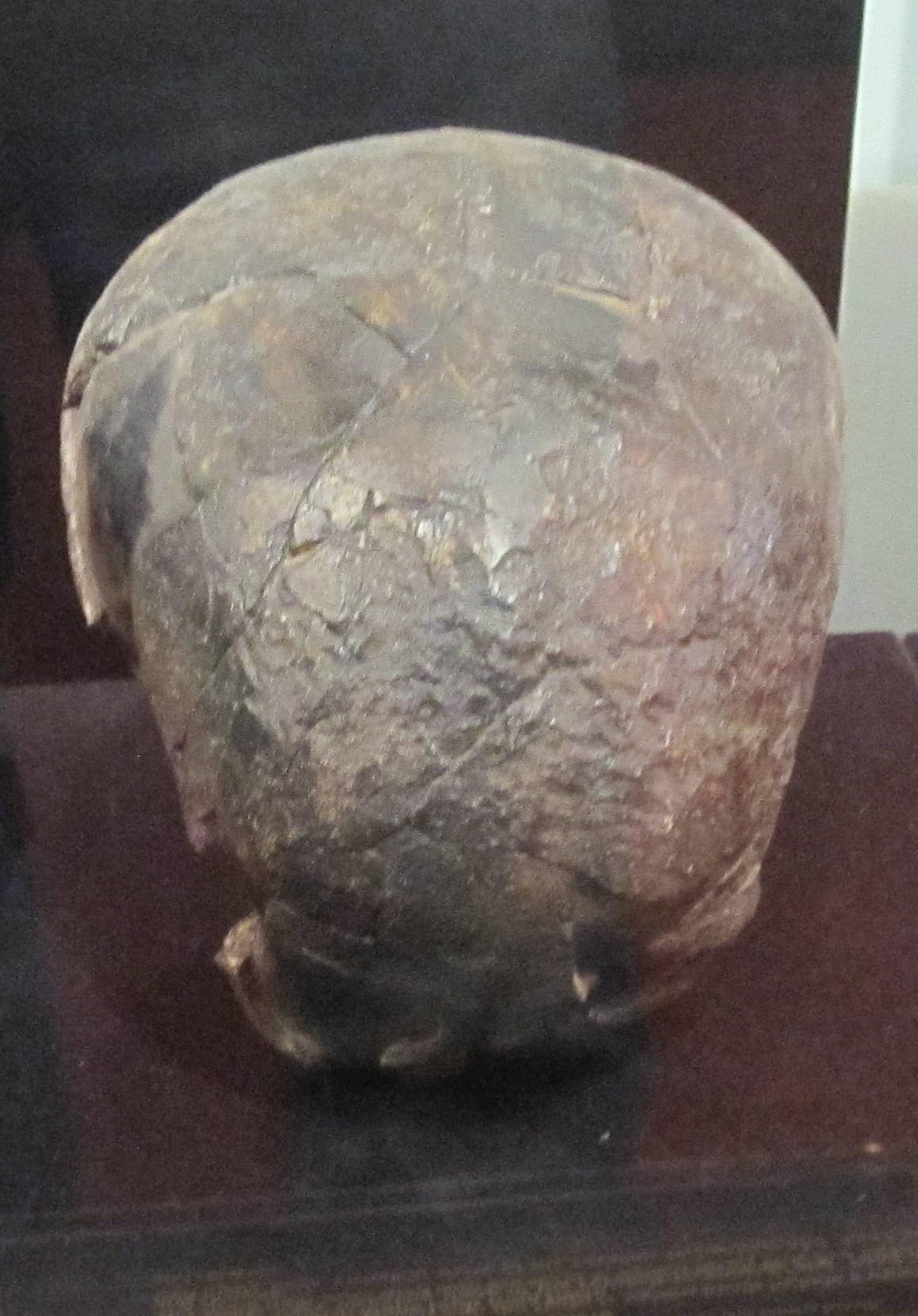
El crani Omo Kibish 2

## Descripció
L'Omo Kibish I consta d'una porció significativa de l'esquelet, incloent-hi una bona part de la volta del crani, elements facials i mandibulars fragmentaris i molts elements postcranials. Omo Kibish II és un crani quasi sencer.
La seua morfologia és diferent. El crani d'Omo 1, tot i que fragmentari, sembla tenir una forma propera a la d'un crani humà modern, amb un neurocrani globular, un tos arredonit cap avall i una part conservada de la símfisi mandibular que indica un mentó. El neurocrani d'Omo 2 té una forma més allargada, amb un tos encara elevat, que és una morfologia més arcaica.

## Datació
Durant quasi 40 anys, Omo 1 i Omo 2 només tenien una data aproximada d'uns 130000 abans de la nostra era. Uns ossos fòssils descoberts el 1997 per Tim White a Herto, a la vall d'Awash, a Etiòpia, i datats el 2003 en uns 157000 ae, van poder afirmar que eren els ossos d' Homo sapiens més antics coneguts, amb el nom d'Homo sapiens idaltu o d'Herto.
No va ser fins al 2005, amb un nou estudi de Ian McDougall i el seu equip, basat en els sediments on s'havien trobat els dos cranis, que es dataren del voltant del 195000 abans de la nostra era, i esdevingueren així els fòssils d'Homo sapiens més antics coneguts fins aleshores.
Un estudi del gener del 2022 endarrerí la datació d'Omo Kibish 1 a uns 233000 ae a 22000 ae.

## Anàlisi
D'acord amb l'estudi del 2022, és possible que Omo 1 i Omo 2 no siguen realment contemporanis i pertanguen a dues poblacions diferents, cosa que podria explicar-ne la diferència morfològica.
L'Omo Kibish 1 és el tercer fòssil d'Homo sapiens més antic conegut fins ara, després de l'home de Djebel Irhoud, al Marroc, datat el 2017 del voltant del 300000 ae, que és significativament més arcaic, amb un neurocrani més allargat, i Homo helmei, datat el 1996 del voltant del 260000 ae, que sembla una mica més modern que l'home de Djebel Irhoud.